# Kronika jednog zločina (1973.)
Kronika jednog zločina, hrvatski dugometražni film iz 1973. godine.